# S'Archittu
S'Archittu è una frazione marina facente parte del comune di Cuglieri, in provincia di Oristano, confinante con la frazione di Torre del pozzo, con il quale chiude a Nord la baia di Is Arenas.

## Origini del nome

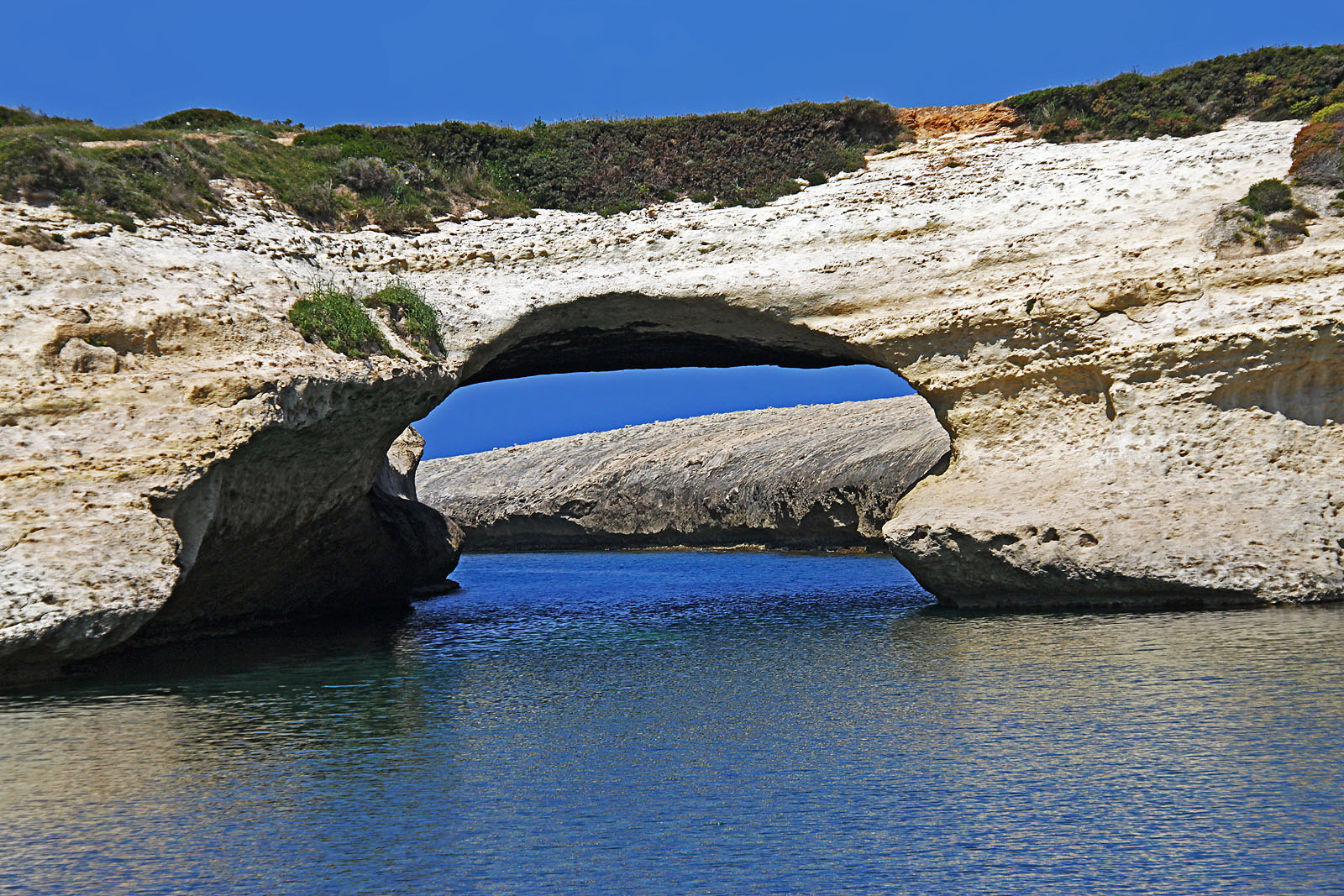
L'arco di roccia naturale

La località prende il nome dall'arco di roccia naturale (in sardo appunto s'archìttu) che domina la cala posta subito a fianco della località ed è raggiungibile a piedi tramite un lastricato pedonale creato nel 2002 che segue il tracciato originale del precedente sentiero sterrato. Nei mesi estivi, dopo il tramonto l'arco è illuminato artificialmente, costituendo un'attrazione turistica. Da questo sono soliti tuffarsi i giovani e i meno giovani; nel 2001 la parte posteriore dell'arco di roccia è stata teatro del Campionato mondiale di tuffi dalle grandi altezze. Alto circa 15 metri, è il risultato dell'erosione marina di un'antica grotta formata da calcare, marne e depositi fossiliferi; grazie alla sua originalità è sottoposto a tutela con decreto del Ministero dell'ambiente e della tutela del territorio e del mare, con denominazione "Monumento naturale S'Archittu di Santa Caterina".

## Monumento e luoghi di interesse

### Siti archeologici
Vicino a S'Archittu si trova il sito archeologico di Cornus, e in generale in tutta la zona circostante si sono svolte le vicende finali della ribellione di Ampsicora durante la seconda guerra punica. Studi ipotizzano che nella zona dell'Arco ci fosse il porto della città.

## Cultura

### Cinema
S'Archittu è stata scelta come location per diversi film: 2+5 missione Hydra di Pietro Francisci nel 1966 (la sequenza finale); Notte d'estate con profilo greco, occhi a mandorla e odore di basilico di Lina Wertmüller nel 1986 (la sequenza di apertura); Per Sofia di Ilaria Paganelli nel 2009; La leggenda di Kaspar Hauser di Davide Manuli con Vincent Gallo, Claudia Gerini e Fabrizio Gifuni nel 2011; Una piccola impresa meridionale di Rocco Papaleo con Riccardo Scamarcio nel 2012; Bella Vita di Jason Baffa nel 2014, L'uomo che comprò la luna di Paolo Zucca nel 2018.

### Letteratura
La borgata compare in alcune poesie di Giovanni Corona (1914-1987), poeta nativo del vicino paese di Santu Lussurgiu, e nel romanzo Sardinia Blues di Flavio Soriga.

### Eventi
Il 17 gennaio di ogni anno viene organizzato un grande falò per la ricorrenza di Sant'Antonio Abate. Nel periodo estivo hanno luogo eventi di promozione e animazione turistica; fra essi è ricorrenza annuale gli eventi Zippole e musica e Artigiandando, durante il quale (soprattutto in quest'ultimo) si ha nel lungomare l'esposizione di prodotti tipici e artigianali provenienti da Cuglieri, dai comuni limitrofi e da altre parti della Sardegna, e hanno luogo inoltre concerti di artisti e gruppi folk locali e non.

## Galleria d'immagini

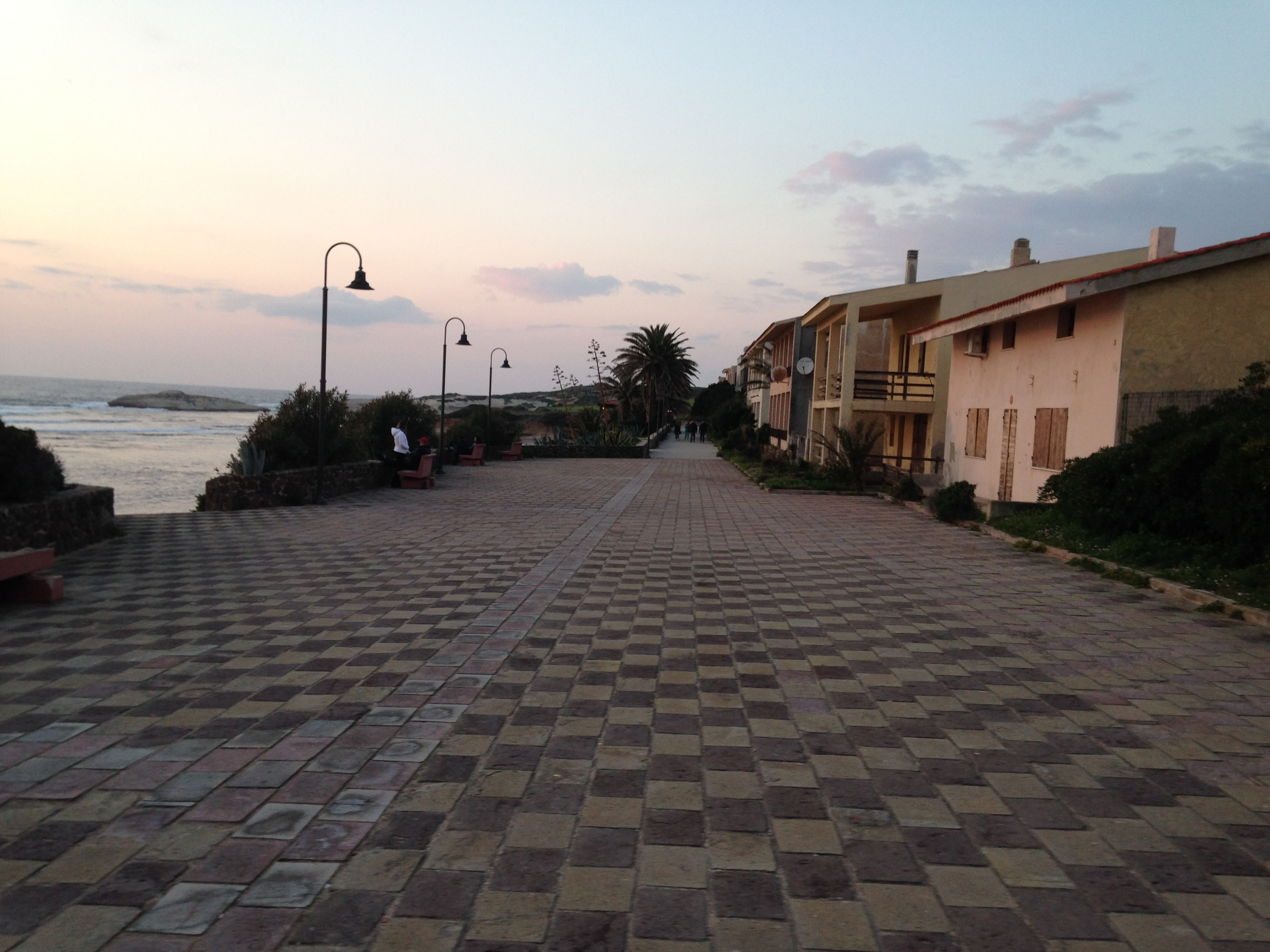
Il lungomare di S'Archittu
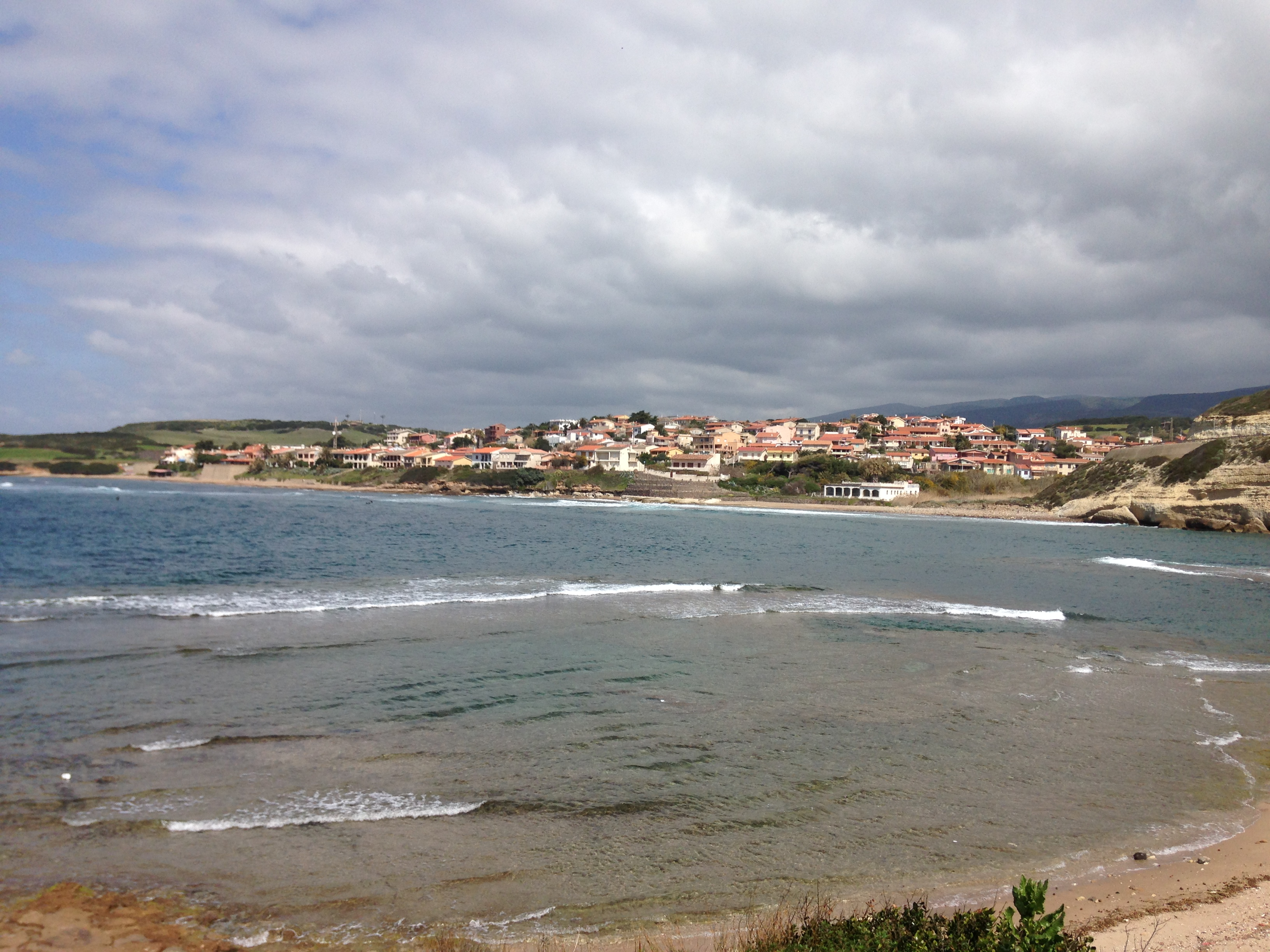
Vista della borgata di S'Archittu da Torre del Pozzo
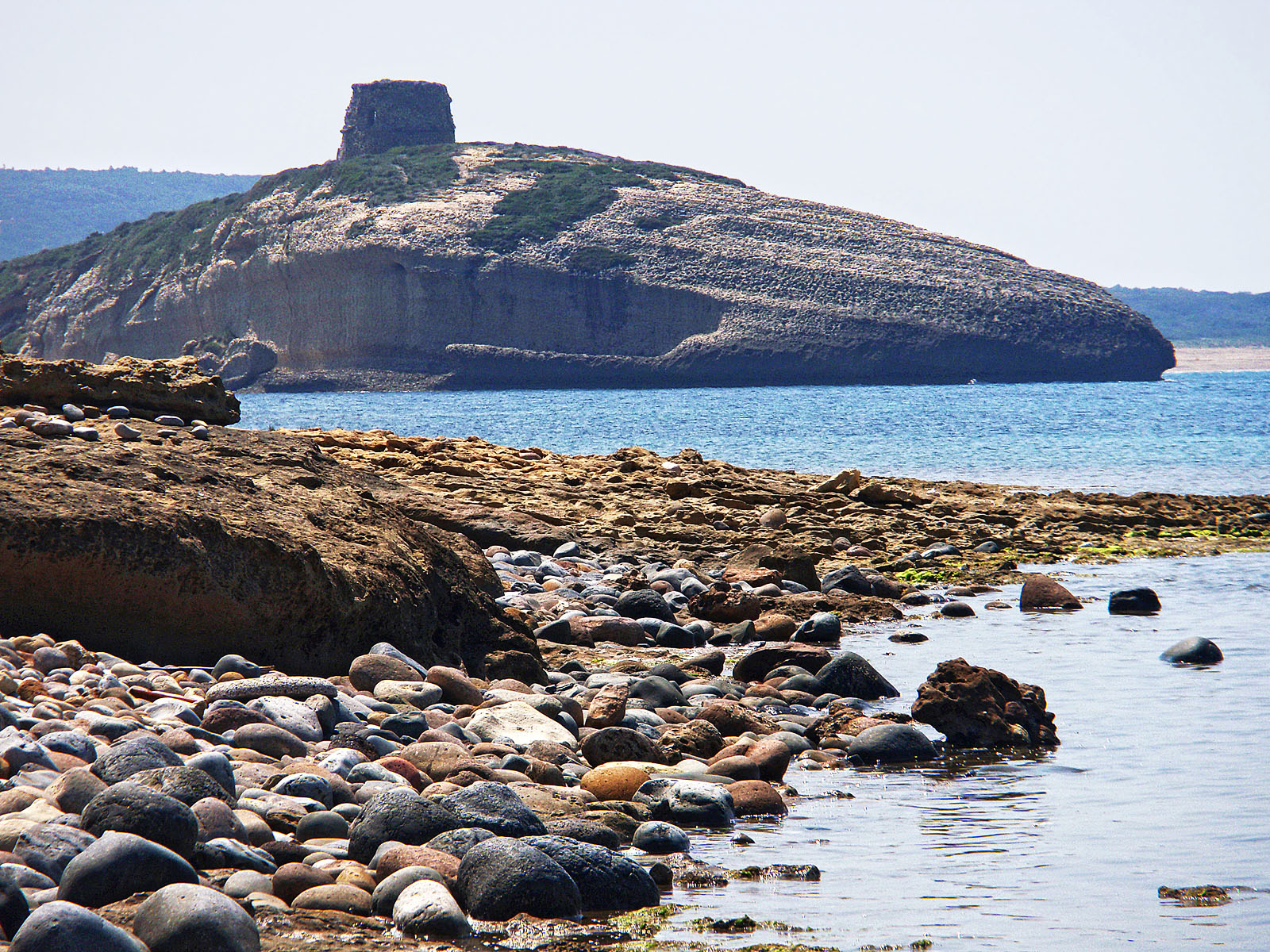
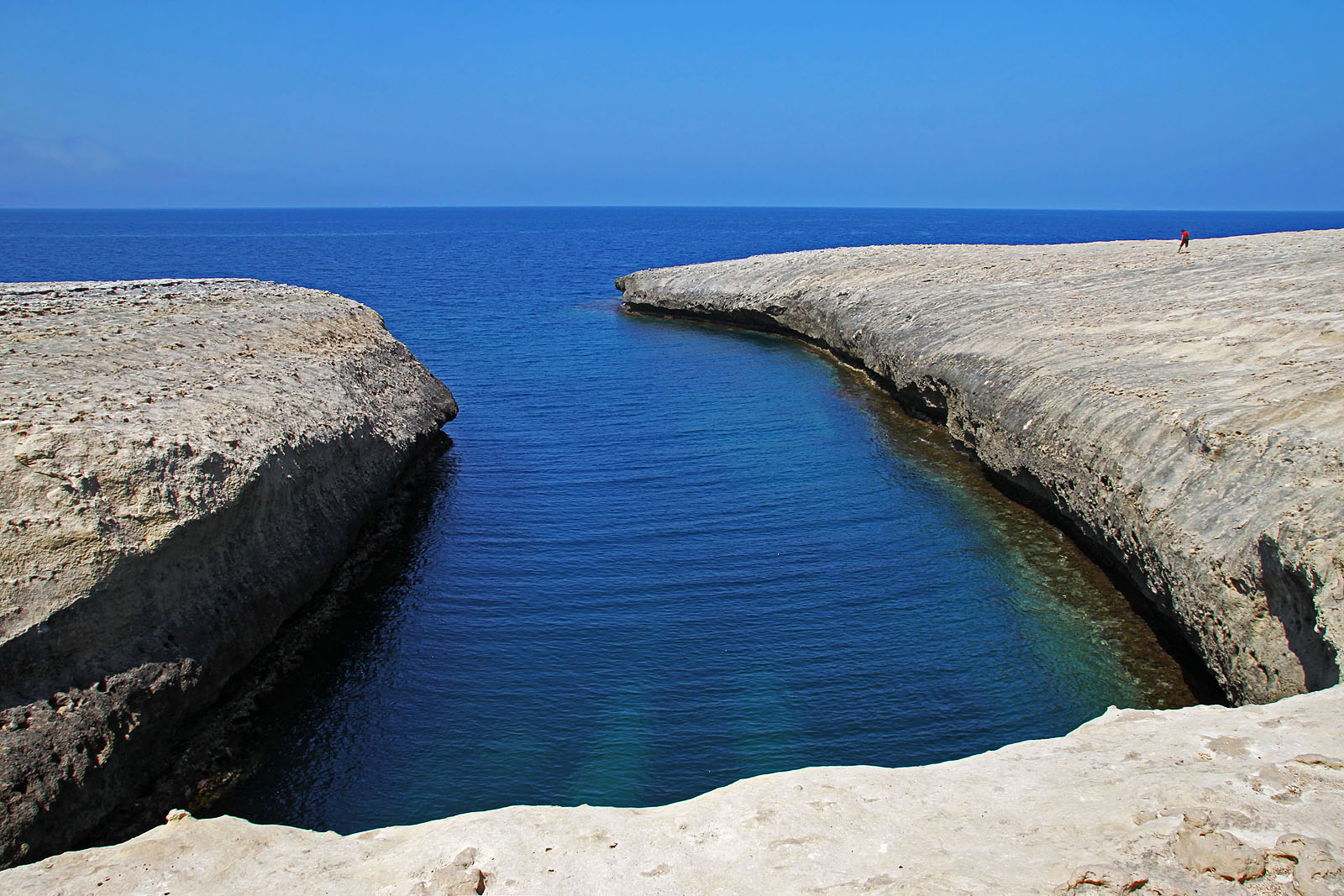
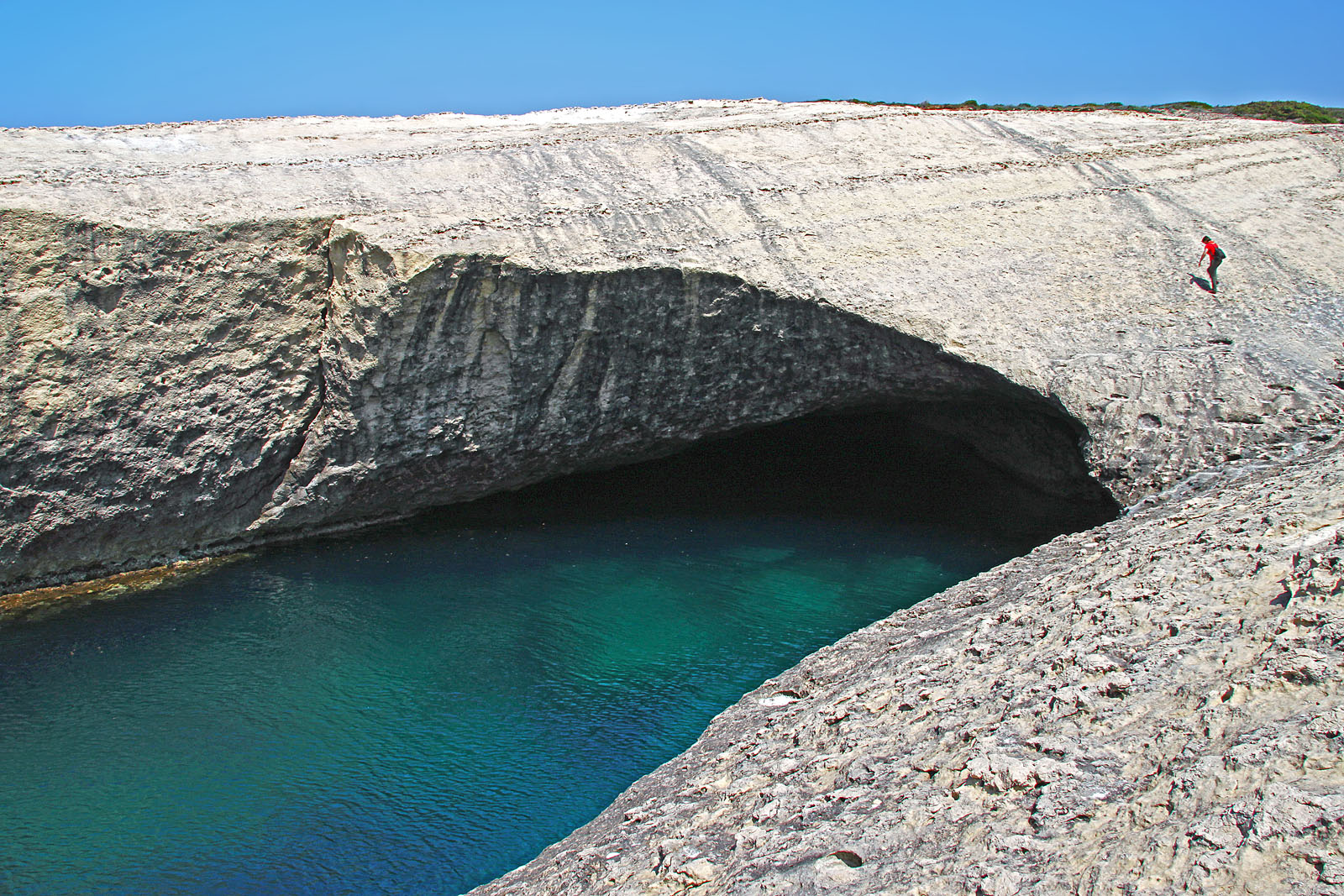